# Austrian Open 1972
L'Austrian Open 1972 è stato un torneo di tennis giocato sulla terra rossa. È stata la 27ª edizione del torneo, che fa parte del Commercial Union Assurance Grand Prix 1972. Si è giocato a Kitzbühel in Austria dal 22 al 28 luglio 1972.

## Campioni

### Singolare maschile
Colin Dibley ha battuto in finale  Dick Crealy con il punteggio di 6–1, 6–3, 6–4

### Doppio maschile
Jürgen Fassbender /  Hans-Jürgen Pohmann hanno battuto in finale  Malcolm J. Anderson /  Geoff Masters con il punteggio di 7–6, 6–4, 6–4